# Point Lance (gemeente)
Point Lance is een plaats en gemeente (town) in de Canadese provincie Newfoundland en Labrador. De gemeente bevindt zich in het zuidoosten van het eiland Newfoundland.

## Geografie
Point Lance bevindt zich op het schiereiland Avalon, in het uiterste zuidoosten van Newfoundland. Het dorp ligt 3 km ten noordwesten van de gelijknamige kaap, die het zuidelijkste punt van de regio Cape Shore is.
Point Lance ligt in een afgelegen kustgebied en is enkel bereikbaar via een 10 km lange toegangsweg die de verbinding maakt met de noordelijker gelegen provinciale route 100. De dichtstbij gelegen plaatsen op het vlak van rijafstand zijn Branch (15 km) en St. Bride's (24 km). Enkele kilometers naar het westen toe ligt het Ecologisch Reservaat Cape St. Mary's.
Het dorp is gelegen aan Lance Cove, een grote cove waarin twee rivieren uitmonden. Het betreft enerzijds Conways Brook, die doorheen de plaats stroomt, en anderzijds de Lance River, die zo'n kilometer oostelijker ligt maar ook tot de gemeente behoort. De kustlijn van de cove bestaat uit een breed en bijna 2 km lang zandstrand, hetgeen voor Newfoundland een zeldzaamheid is.

## Toponymie
Er zijn verschillende verklaringen voor het naamdeel lance in Point Lance en Lance Cove. Het Engelse woord lance valt letterlijk te vertalen als lans en kan in die context verwijzen naar een voorwerp uit de visserij, zoals een harpoen. Een lance is in diezelfde context ook het Engelse verzamelwoord voor de zandspieringen, een familie van baarsachtige vissen die in de Noord-Atlantische wateren voorkomt.
Ten laatste kan het ook een verbastering zijn van het Frans l'anse, een in de provincie veelvoorkomend toponiem dat zoveel betekent als "de cove".

## Geschiedenis
Het dorp Point Lance werd in 1971 door de provincie erkend als een gemeente met het statuut van local government community (LGC). Door algemene wetswijzigingen veranderde het statuut van de gemeente in 1980 naar dat van community en in 1996 uiteindelijk naar dat van town.
De toegangsweg van Point Lance was in de vroege 21e eeuw in bijzonder slechte staat, met barsten en diepe putten over de volledige afstand. In 2016 kreeg de baan zelfs de titel van "slechtste weg in Atlantisch Canada" op de jaarlijkse lijst van de Canadian Automobile Association. Datzelfde jaar kreeg de weg een nieuwe asfaltlaag.

## Demografie
In de tweede helft van de 20e eeuw schommelde de bevolkingsomvang van Point Lance steeds ruwweg rond de 150. De laatste decennia doet er zich echter, net zoals in de meeste afgelegen Newfoundlandse plaatsen, een dalende trend voor. Tussen 1991 en 2021 daalde de bevolkingsomvang van 161 naar 87. Dat komt neer op een daling van 74 inwoners (-46,0%) in 30 jaar tijd. In 2021 telde de plaats 48 woningen waarvan er 40 permanent bewoond waren.
| Demografische ontwikkeling van Point Lance tussen 1951 en 2021             |
| -------------------------------------------------------------------------- |
|                                                                            |
| Bron: Statistics Canada (1951–1986, 1991–1996, 2001–2006, 2011–2016, 2021) |

### Taal
Volgens de volkstelling van 2021 hadden alle inwoners van de gemeente het Engels als moedertaal. Volgens diezelfde volkstelling waren er een vijftal mensen die het Frans machtig waren.

## Galerij

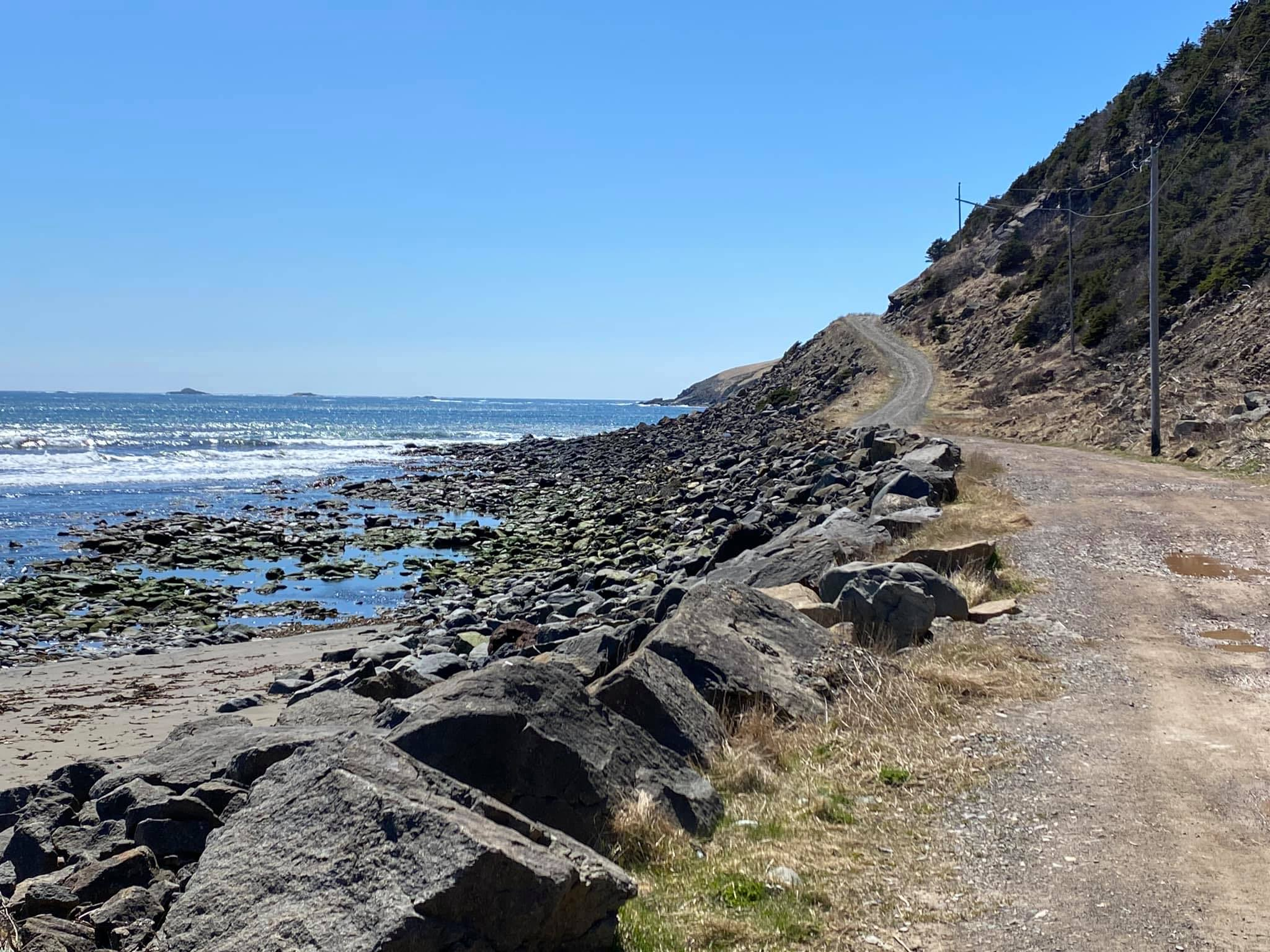
Grindweg verder zuidwaarts naar de ook tot de gemeente behorende locatie Tilts
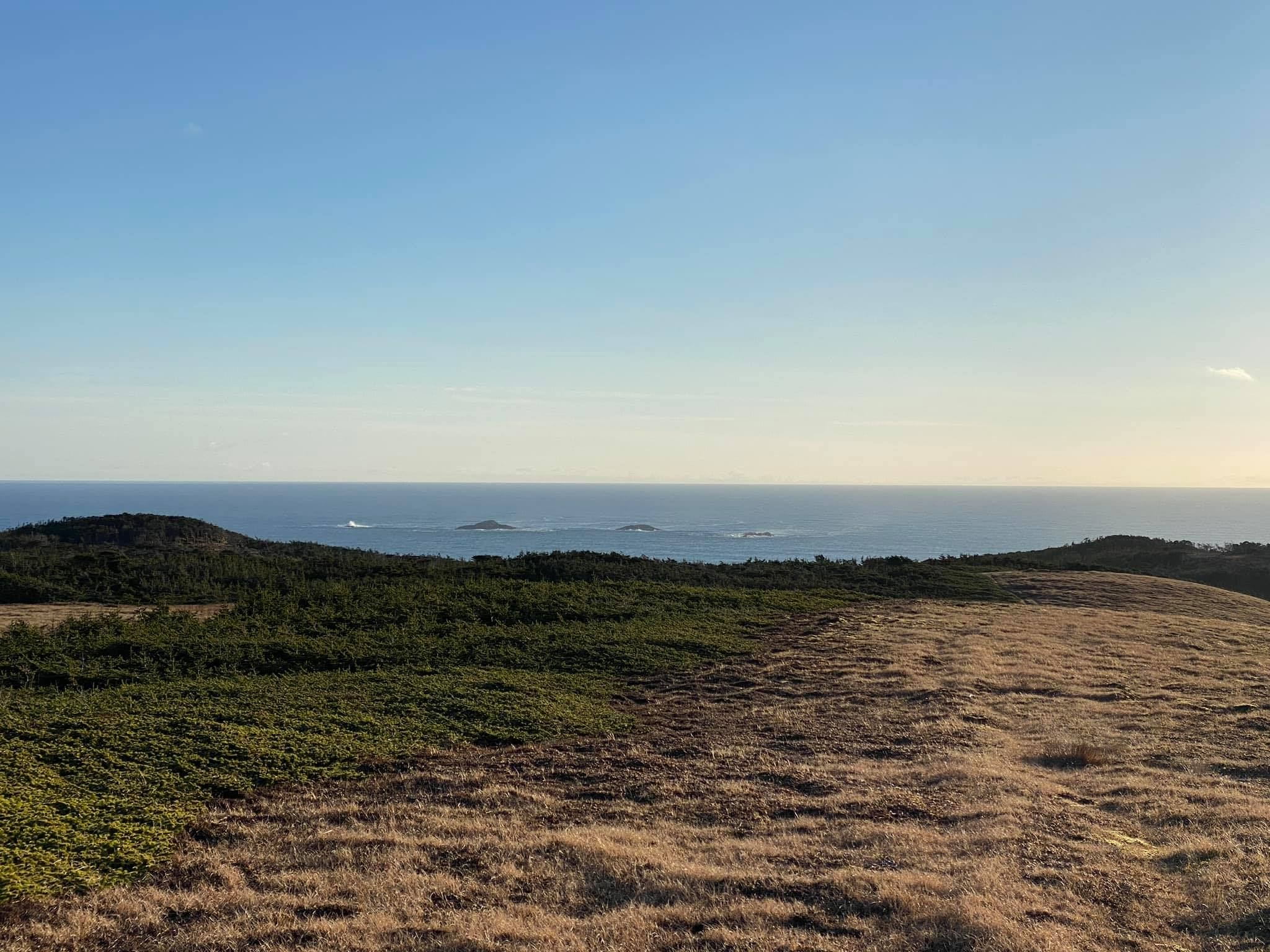
Typische schrale begroeiing aan de rand van Point Lance, met in de achtergrond de zeerotsen genaamd Cow and Calf Bull
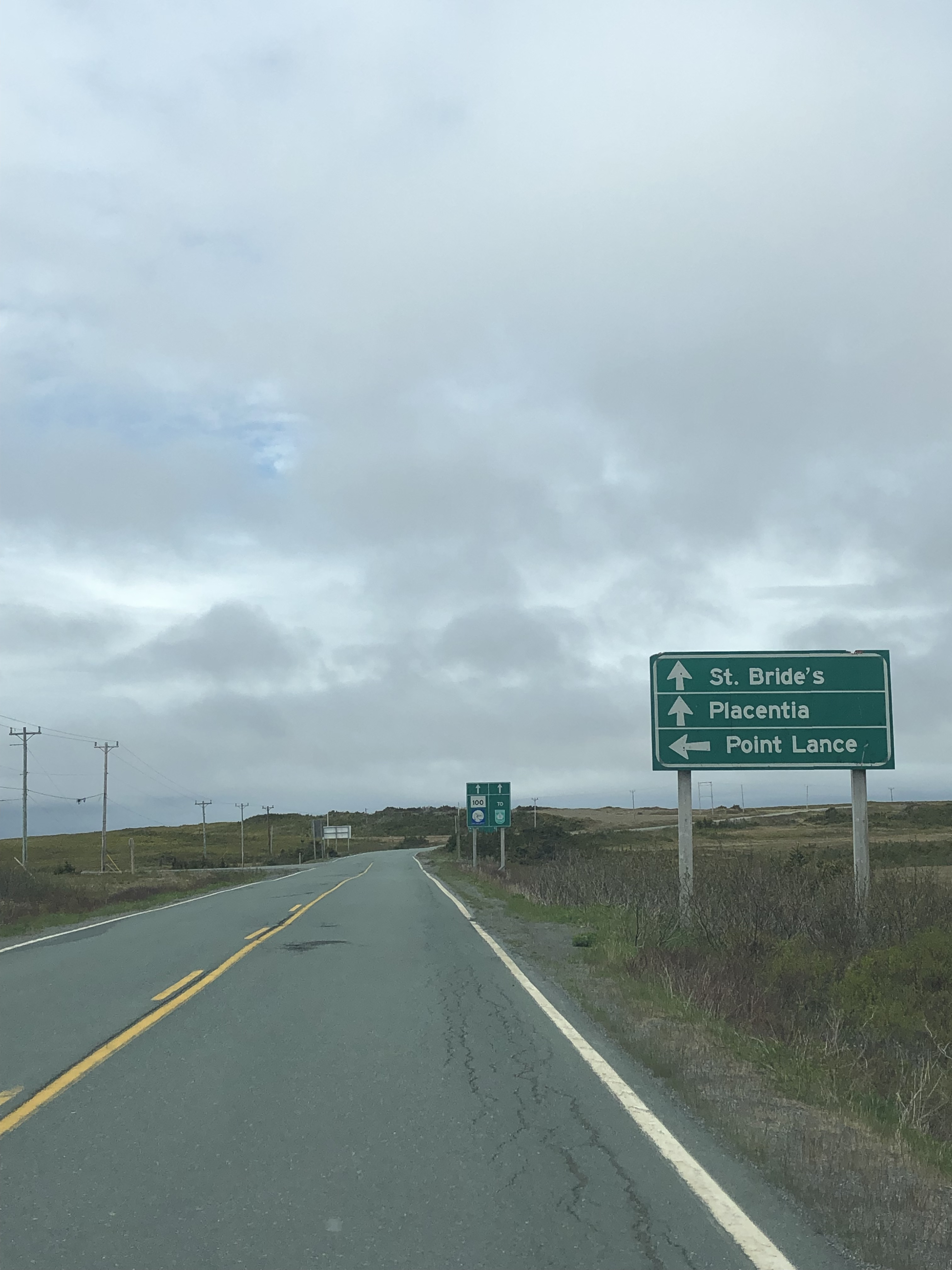
Wegwijzer op Route 100 die de afslag naar Point Lance aangeeft